# Georg Kleemann (Autor)
Georg Kleemann (* 14. November 1920 in Stuttgart; † 29. Mai 1992 im Département Alpes-Maritimes, Frankreich) war ein deutscher Redakteur und Wissenschaftsjournalist sowie Sachbuch- und Jugendbuchautor.

## Leben und Wirken
Georg Kleemann war bis 1985 Redakteur und Wissenschaftsjournalist bei der Stuttgarter Zeitung. Danach arbeitete er als freier Wissenschaftsjournalist und Redakteur der Stuttgarter Zeitung. Er ist Autor vieler Sachbücher auf dem Gebiet der Biologie, Urgeschichte und Paläoanthropologie. Außerdem veröffentlichte er bereits ab den 1950er Jahren Jugendliteratur, war aber auch Autor von Anthologien, Bildbandtexten, Dialektglossen oder anderen wissenschaftsjournalistischen Texten für Zeitungen und Hörfunk.
Trotz seiner Verletzungen, die er sich während des Zweiten Weltkriegs zugezogen hatte, war Kleemann begeisterter Bergsteiger und setzte sich zudem für den bayerischen Nationalpark ein. Der Spiegel nannte ihn einen „Wegbereiter des deutschen Wissenschaftsjournalismus“. Während den Arbeiten zu einer Reportage verunglückte Kleemann im Département Alpes-Maritimes im Südosten Frankreichs am 29. Mai 1992 im Alter von 71 Jahren tödlich.

## Veröffentlichungen (Auswahl)
- 1956: Sechsmal Futter bitte! Erlebnisse einer tiernärrischen Familie. (mit Illustrationen von Carl Franz Joseph Anton Benedek; mit geändertem Untertitel Erlebnisse einer tierverständigen Familie 1958 erneut veröffentlicht)
- 1957: Meyer, setzen Sie sich... Eselsbrücken und Spickzettel für Schüler. (zusammen mit Gerhart Binder; unter dem Titel Schlaumeyer, setzen Sie sich... 1962 erneut veröffentlicht)
- 1961: Hans Taps. Tierkinder in Haus und Hof. (mit Bildern nach Aufnahmen von K. Knaur)
- 1962: Schwert und Urne. Ausgraben in Deutschland. Methoden und Funde. (mit Illustrationen von Karl-Heinz Grindler; bearbeitete und erweiterte Auflage: 1964)
- 1963: Zeitgenosse Urmensch. Verhaltensweisen, die uns angeboren sind. (mit Zeichnungen von Paul Flora)
- 1964: Der Kater Henriette. Traktat über kätzisches Verhalten. (2. Auflage unter dem Titel Erlebnisse  mit  Katzen 1980 erneut veröffentlicht)
- 1966: Die peinlichen Verwandten: Schimpanse – Gorilla – Orang. (mit Textzeichnungen von G. B. Schaller)
- 1968: Manege frei. Die „weiche“ Tierdressur.
- 1970: Erbhygiene – kein Tabu mehr. Mit Erbkrankheiten leben.
- 1974: Feig aber glücklich. Warum der Zeitgenosse Ur-Mensch nicht kämpfen will. Eine boshafte Anthropologie. (neu durchgesehene Ausgabe: 1981)
- 1974: Schwäbische Curiosa.
- 1977: Den Urmenschen auf der Spur. Erzählungen aus zwei Millionen Jahren. (mit Zeichnungen von Wolfgang Tambour)
- 1979: Also, wenn Se mi froget. Geschichten aus dem Ländle. (zusammen mit Willy Seiler; mit Zeichnungen von Adolf Böhm)
- 1979: Der Steinzeitmensch in uns. Warum wir mit der Zivilisation nicht fertig werden.
- 1982: Wegwerfmenschen und andere Geschichten. Naturwissenschaftliche Märchen.
- Kein Wort Deutsch im Labor. Unsere Sprache stirbt in der Wissenschaft aus. In: Stuttgarter Zeitung. 16. Mai 1986.